# Horsfieldia discolor
Horsfieldia discolor là một loài thực vật thuộc họ Myristicaceae. Loài này có ở Indonesia và có thể cả Malaysia.